# جام در جام اروپا ۸۴–۱۹۸۳
فصل ۸۴–۱۹۸۳، از مسابقات فوتبال جام برندگان جام اروپا، با برتری ۲ بر ۱ یوونتوس مقابل پورتو، در فینال این رقابت‌ها و در ورزشگاه سنت یاکوب به پایان رسید.

## دور مقدماتی
| تیم ۱                     | نتیجه‌نهایی | تیم ۲                    | بازی رفت | بازی برگشت |
| ------------------------- | ---------- | ------------------------ | -------- | ---------- |
| باشگاه فوتبال سوانزی سیتی | 1–2        | باشگاه فوتبال ماگدبورگ ۱ | 1–1      | 0–1        |

## دور اول
| تیم ۱                               | نتیجه‌نهایی                      | تیم ۲                       | بازی رفت | بازی برگشت |
| ----------------------------------- | ------------------------------- | --------------------------- | -------- | ---------- |
| باشگاه فوتبال ان‌ئی‌سی نایمخن         | 2–1                             | باشگاه فوتبال بران          | 1–1      | 1–0        |
| باشگاه فوتبال ماگدبورگ ۱            | 1–7                             | باشگاه فوتبال بارسلونا      | 1–5      | 0–2        |
| باشگاه فوتبال مرسین                 | 0–1                             | Spartak Varna               | ۰–۰      | ۰–۱        |
| باشگاه فوتبال منچستر یونایتد        | 3–3 (قانون گل زده در خانه حریف) | دوکلا پراگ                  | 1–1      | 2–2        |
| باشگاه فوتبال هامارابی              | 5–2                             | باشگاه فوتبال تیرانا        | ۴–۰      | ۱–۲        |
| باشگاه فوتبال اسلایگو راورز         | 0–4                             | باشگاه فوتبال هاکا          | 0–1      | 0–3        |
| باشگاه فوتبال گلنتوران              | 2–4                             | باشگاه فوتبال پاری سن-ژرمن  | 1–2      | 1–2        |
| باشگاه فوتبال یوونتوس               | 10–2                            | باشگاه فوتبال لخیا گدانسک   | 7–0      | 3–2        |
| باشگاه فوتبال والتا                 | 0–18                            | باشگاه فوتبال رنجرز         | 0–8      | 0–10       |
| باشگاه فوتبال دینامو زاگرب          | 2–2 (قانون گل زده در خانه حریف) | باشگاه فوتبال پورتو         | 2–1      | 0–1        |
| B 1901 Nykøbing                     | 3–9                             | باشگاه فوتبال شاختار دونتسک | 1–5      | 2–4        |
| باشگاه فوتبال سروت ۱۸۹۰             | 9–1                             | Avenir Beggen               | 4–0      | 5–1        |
| باشگاه فوتبال آ. ا. ک آتن           | 3–4                             | باشگاه فوتبال اویپشت        | ۲–۰      | ۱–۴        |
| Wacker Innsbruck                    | 2–7                             | باشگاه فوتبال کلن           | 1–0      | 1–7        |
| باشگاه فوتبال انوسیس نئون پارالیمنی | 3–7                             | Beveren                     | ۲–۴      | ۱–۳        |
| ÍA                                  | 2–3                             | باشگاه فوتبال آبردین        | 1–2      | 1–1        |

## دور دوم
| تیم ۱                       | نتیجه‌نهایی                      | تیم ۲                        | بازی رفت | بازی برگشت      |
| --------------------------- | ------------------------------- | ---------------------------- | -------- | --------------- |
| باشگاه فوتبال ان‌ئی‌سی نایمخن | 2–5                             | باشگاه فوتبال بارسلونا       | 2–3      | 0–2             |
| Spartak Varna               | ۱–۴                             | باشگاه فوتبال منچستر یونایتد | 1–2      | 0–2             |
| Hammarby                    | 2–3                             | باشگاه فوتبال هاکا           | 1–1      | 1–2 (وقت اضافه) |
| باشگاه فوتبال پاری سن-ژرمن  | 2–2 (قانون گل زده در خانه حریف) | باشگاه فوتبال یوونتوس        | 2–2      | 0–0             |
| باشگاه فوتبال رنجرز         | 2–2 (قانون گل زده در خانه حریف) | باشگاه فوتبال پورتو          | 2–1      | 0–1             |
| باشگاه فوتبال شاختار دونتسک | 3–1                             | باشگاه فوتبال سروت ۱۸۹۰      | 1–0      | 2–1             |
| باشگاه فوتبال اویپشت        | 5–5 (قانون گل زده در خانه حریف) | باشگاه فوتبال کلن            | 3–1      | 2–4             |
| Beveren                     | 1–4                             | باشگاه فوتبال آبردین         | 0–0      | 1–4             |

## یک‌چهارم نهایی
| تیم ۱                  | نتیجه‌نهایی | تیم ۲                        | بازی رفت | بازی برگشت      |
| ---------------------- | ---------- | ---------------------------- | -------- | --------------- |
| باشگاه فوتبال بارسلونا | 2–3        | باشگاه فوتبال منچستر یونایتد | 2–0      | 0–3             |
| باشگاه فوتبال هاکا     | 0–2        | باشگاه فوتبال یوونتوس        | 0–1      | 0–1             |
| باشگاه فوتبال پورتو    | 4–3        | باشگاه فوتبال شاختار دونتسک  | 3–2      | 1–1             |
| باشگاه فوتبال اویپشت   | 2–3        | باشگاه فوتبال آبردین         | 2–0      | 0–3 (وقت اضافه) |

## نیمه‌نهایی
| تیم ۱                        | نتیجه‌نهایی | تیم ۲                 | بازی رفت | بازی برگشت |
| ---------------------------- | ---------- | --------------------- | -------- | ---------- |
| باشگاه فوتبال منچستر یونایتد | 2–3        | باشگاه فوتبال یوونتوس | 1–1      | 1–2        |
| باشگاه فوتبال پورتو          | 2–0        | باشگاه فوتبال آبردین  | 1–0      | 1–0        |

## فینال
| باشگاه فوتبال یوونتوس                    | ۲–۱    | باشگاه فوتبال پورتو |
| ---------------------------------------- | ------ | ------------------- |
| بنیامینو ویگنولا ۱۲' · زبیگنیف بونیک ۴۱' | Report | António Sousa ۲۹'   |

## گلزنان برتر
| رتبه | بازیکن            | تیم                          | گل |
| ---- | ----------------- | ---------------------------- | -- |
| ۱    | سرگی ان. موروزوف  | باشگاه فوتبال شاختار دونتسک  | ۵  |
| ۱    | Viktor Hrachov    | باشگاه فوتبال شاختار دونتسک  | ۵  |
| ۱    | Mark McGhee       | باشگاه فوتبال آبردین         | ۵  |
| ۴    | Jean-Paul Brigger | باشگاه فوتبال سروت ۱۸۹۰      | ۴  |
| ۴    | کلاوس آلوفس       | باشگاه فوتبال کلن            | ۴  |
| ۴    | John MacDonald    | باشگاه فوتبال رنجرز          | ۴  |
| ۴    | Dave McPherson    | باشگاه فوتبال رنجرز          | ۴  |
| ۴    | برایان رابسون     | باشگاه فوتبال منچستر یونایتد | ۴  |
| ۴    | فرانک استپلتون    | باشگاه فوتبال منچستر یونایتد | ۴  |
| ۴    | فرناندو گومز      | باشگاه فوتبال پورتو          | ۴  |
| ۴    | دومنیکو پنزو      | باشگاه فوتبال یوونتوس        | ۴  |
| ۴    | زبیگنیف بونیک     | باشگاه فوتبال یوونتوس        | ۴  |